# Могутово (Щолковський міський округ)
Могу́тово (рос. Могутово) — присілок у складі Щолковського міського округу Московської області, Росія.

## Населення
Населення — 10 осіб (2010; 15 у 2002).
Національний склад (станом на 2002 рік):
- росіяни — 100 %